# Lutzia
Genre
Lutzia est un genre de diptères nématocères de la famille des Culicidae et de la tribu des Culicini.

## Taxonomie
Ce genre fut établi par Theobald en 1901 et Edwards en fit en 1922 un sous-genre de Culex. Il fut longtemps considéré ainsi jusqu'à ce que Tanaka et al suggèrent en 1979 de reconsidérer Lutzia comme un genre au vu de ses différences morphologiques par rapport aux autres sous-genres de Culex, et l'entérine en 2003. Il crée de plus 2 sous-genres : Metalutzia et Insulalutzia.

## Répartition et biologie
Le genre Lutzia comprend 2 espèces d'Amérique Centrale et du Sud Lutzia allostigma et Lutzia bigotii trois espèces australasiennes Lutzia shinonagai, Lutzia fuscana et Lutzia vorax et une espèce africaine Lutzia  tigripes.
Ce genre a la particularité d'être prédateur au stade larvaire, se nourrissant d'arthropodes divers présents dans l'eau de leur gite larvaire, en particulier des larves de Culicidae. Ils sont donc fréquemment associés dans ces gîtes à d'autres espèces culicidiennes. Une seule larve peut consommer pour son propre développement, de 20 à 80 larves de moustiques, selon le stade de développement de ces dernières (Jackson, 1954, Prakash, 1977).